# Aeroporto di Berbérati
L'Aeroporto di Berbérati (IATA: BBT, ICAO: FEFT) (in francese Aéroport de Berbérati), è uno scalo aeroportuale centrafricana situato 2 km a sud del centro abitato di Berbérati, capoluogo della Prefettura di Mambéré-Kadéï e terza città più popolata della Repubblica Centrafricana.

## Struttura
La struttura, posta a 588 m s.l.m. (1930 ft), comprende una torre di controllo del traffico aereo, un piccolo terminal passeggeri e una pista con superficie in asfalto lunga 1 660 e larga 30 m (5 446 x 100 ft), con orientamento 17/35, priva sia di sistema di illuminazione a bordo pista (LIRL/MIRL/HIRL) che di sistema luminoso di avvicinamento PAPI.